# عاصفة دانيال 2023
عاصِفَة دانيال (4 - 12 سبتمبر 2023) المعروفة أيضاً باسم إعصار دانيال، كانت من أكثر الأعاصير الشبيهة بالمناطق الاستوائية في البحر الأبيض المتوسط فتكاً وتكلفة في التاريخ المُسجل. وكان الحدث المناخي الأكثر فتكاً في عام 2023 حتى الآن أيضاً. فقد تشكلت العاصفة تشكلَ نظام ضغط منخفض في 4 أيلول (سبتمبر) 2023 تقريباً، وأثرت على اليونان وبلغاريا وتركيا وتسببت في فيضانات واسعة النطاق، صُنِّفت العاصفة بعد ذلك أنها منخفض في البحر الأبيض المتوسط وسُمّيت باسم دانيال، وسرعان ما اكتسبت خصائص شبه استوائية وتحركت نحو ساحل ليبيا، حيث تسببت في فيضانات كارثية قبل أن تتقلص وتفقد قواه، كانت العاصفة نتيجة كتلة أوميغا، وهي منطقة الضغط العالي حيث تقع بين منطقتين من الضغط المنخفض، مع شكل خطوط الخط المنسوب مثل الحرف اليوناني أوميغا (Ω).
أما في اليونان فقد أدت الأمطار الغزيرة إلى فيضانات تسببت في أضرار بأكثر من ملياري يورو، ما يجعلها العاصفة الأكثر تكلفة المسجلة في البلاد، وكانت ليبيا هي الأكثر تضرراً، حيث تسببت الأمطار الغزيرة في انهيار سدين بالقرب من مدينة درنة وحدوث سيل من الفيضانات تسببت في مقتل أكثر من 4 آلاف أُحصوا مع مرور الأيام وذلك حتى إحصائية 17 سبتمبر. وفُقِد ما يزيد عن 10 آلاف شخص، مع اختلاف الأرقام الدقيقة حسب المصادر المختلفة، ويعزى تعرض ليبيا لمثل هذه الكوارث إلى الحرب الأهلية التي دمرت البنية التحتية الحيوية وتركتها في حالة سيئة قبل العاصفة. وفي أعقاب ذلك، تعهدت عدة دول على طول البحر الأبيض المتوسط بتقديم المساعدات للدول المتضررة.

## بداية العاصفة
ظهرت منطقة ضغط جوي منخفض فوق البحر الأيوني حيث ساهمت حرارته في إنتاج الرطوبة اللازمة لتكوين العاصفة. في 4 سبتمبر، انتقلت العاصفة باتجاه اليابسة فوق شبه الجزيرة البلقانية مما أدى إلى هطول أمطار غزيرة على المنطقة. سُميت العاصفة باسم "دانيال" في اليوم التالي من قبل الخدمة الوطنية الأرصاد الجوية اليونانية. بعد ذلك، تحركت العاصفة باتجاه الشمال الشرقي. في 8 سبتمبر، اكتسبت العاصفة خصائص استوائية فرعية وانتقلت إلى الجنوب الشرقي قبل أن تتحول إلى إعصار استوائي في اليوم التالي. دخلت العاصفة اليابسة في الجبل الأخضر في ليبيا عاصفةً استوائية في 10 سبتمبر، ثم استمرت في التحرك باتجاه الداخل قبل أن تتحول إلى منخفض بقايا قريبًا بسبب الهواء الجاف.

## تأثير العاصفة

### اليونان
في 5 سبتمبر، حدثت فيضانات في ثيساليا باليونان وأدت إلى مقتل شخص واحد على الأقل. في نفس اليوم، هطلت على قرية زاكورة 1092 ملم (43.0 بوصة) من الأمطار، أي 55 مرة أكثر من متوسط هطول الأمطار في البلاد لنفس الشهر، سجلت بورتاريا أيضًا رقمًا قياسيًا جديدًا لهطول الأمطار بلغ 884 ملم (34.8 بوصة)، وتعثر قياس المزيد من هطول الأمطار لأن محطة الأرصاد الجوية تعطلت حينها.

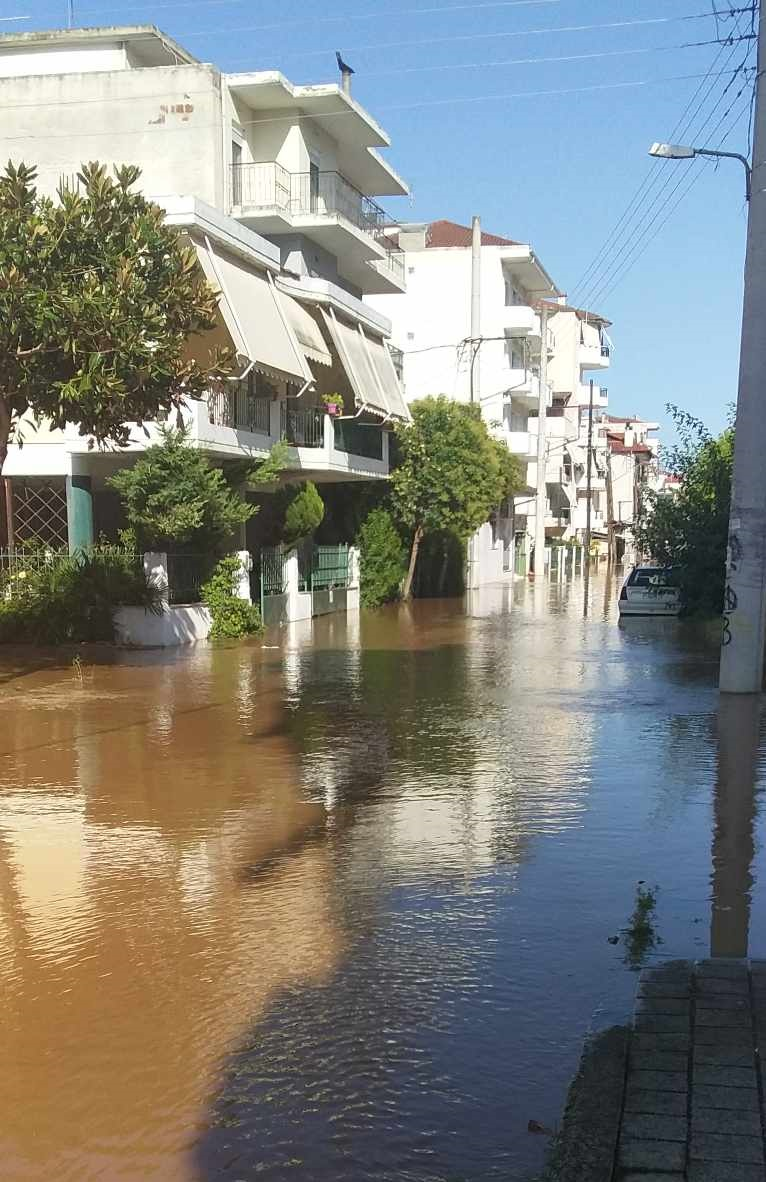
شارع غمرته المياه في لاريسا، اليونان

في 6 سبتمبر، فاض نهر كرافسيدوناس، الذي ينبع من بيليون، على ضفافه في فولوس ودمر جسراً ودور للمسنين، بينما كان يسحب السيارات والحافلات والأشجار وغيرها من الحطام على طوله.
في 7 سبتمبر، اُغلق الطريق السريع الرئيسي بين العاصمة أثينا وسالونيك وتوقفت خدمات القطارات بين المدينتين. وفي ثيساليا، كان لا بد من إنقاذ أكثر من 800 شخص وسط المباني والجسور المنهارة والقرى المغمورة بالمياه. في لاريسا، بعد انتهاء هطول الأمطار في 8 سبتمبر، استمرت المياه في الارتفاع حيث فاض نهر بينيوس على ضفافه ليصل إلى مستوى 9.5 متر (31 قدمًا)، مقارنة بالمستوى الطبيعي البالغ 4 أمتار (13 قدمًا). في وادي تيمبي، ارتفع منسوب المياه إلى حوالي 18 مترًا (59 قدمًا)، ليصل إلى مستوى الجسر المعلق.
ولقي رجل حتفه في فولوس عندما انهار عليه جدار، وفي منطقة بيليون المجاورة، اكتُشفت جثة سيدة عجوز في 6 سبتمبر، بينما أُبلغ عن فقدان أربعة أشخاص. وتعرضت ست قرى على الأقل في سلسلة جبال بيليون وما حولها لأضرار جسيمة.
منذ بدء هطول الأمطار، فُعّلت خدمة رسم الخرائط السريعة التابعة لبرنامج كوبرنيكوس لمنطقة الفيضان في اليونان، حيث كشف تحليل بيانات القمر الصناعي سانتنال-1 من 7 سبتمبر عن مساحة فيضان تقدر بحوالي 73,000 هكتار (180,000 فدان). صنف خبراء الأرصاد الجوية العاصفة على أنها الأسوأ في اليونان منذ بدء التسجيل في عام 1930. دمرت الفيضانات في ثيساليا، التي توفر حوالي 15% من الإنتاج الزراعي في اليونان، المحاصيل لبقية العام وتسببت في أضرار جسيمة طويلة المدى حيث أن الطبقة السميكة من الطين ستجعل التربة عقيمة، وتستغرق ما يصل إلى خمس سنوات لتصبح تعمل بكامل طاقتها مرة أخرى. قال حاكم ثيساليا، كوستاس أجوراستوس، لهيئة الإذاعة اليونانية (ERT) أن أضرار العاصفة في المنطقة قدرت بأكثر من 2 مليار يورو. بحلول 16 سبتمبر، ارتفع عدد القتلى في البلاد إلى سبعة عشر. ومن بين القتلى زوجان نمساويان حوصرا في منزل لقضاء العطلات جرفته الفيضانات في بوتيستيكا، بالقرب من بيليون، في 6 سبتمبر.
وحظرت الشرطة السفر إلى فولوس وبعض قرى بيليون وجزيرة سكياثوس القريبة، وأرسلت السلطات أيضًا تنبيهات نصية إلى السكان في مناطق أخرى بوسط اليونان، وفي جزر سبوراديس وجزيرة إيفيا بالقرب من العاصمة أثينا، تحذرهم فيها من الحد من تحركاتهم في الهواء الطلق، بينما من المتوقع أن تستمر العواصف حتى بعد ظهر يوم 7 سبتمبر على الأقل.

### تركيا
خلال الأيام الأولى للعاصفة، قُتل خمسة أشخاص في تركيا أثناء الفيضانات في إجنيدا من مقاطعة قرقلر إيلي، حدثت الوفيات بالقرب من منتزه غابات وطني في مبنى من طابق واحد غير مرخص، وحملت المياه المرتفعة جذوع الأشجار من شركة غابات مجاورة وسحبت جذوع الأشجار المنازل معها، مما أدى إلى تدمير المباني وقتل الناس في هذه العملية.
في 6 سبتمبر، غمرت المياه مناطق أرناؤوط كوي وباشاك شهير وكوجك جكمجة في مدينة إسطنبول بسبب هطول الأمطار الغزيرة، توفي اثنان في منطقتي باشاك شهير وكوجك جكمجة،وأصيب 31 شخصاً.
وفي مقاطعة قرقلر إيلي انتُشِلت جثتان في 5 سبتمبر وثلاثة جثث أخرى في 6 سبتمبر. وفي اسطنبول قُتل شخصان هما مواطن غيني كان محاصراً داخل شقته في الطابق السفلي في كوتشوك شكمجة، والآخر امرأة توفيت بعد أن جرفتها الفيضانات في حي آخر. وقال حاكم إسطنبول إن المدينة تلقت أمطارًا تعادل تقريبًا ما تتوقعه في شهر سبتمبر بأكمله في غضون ست ساعات.
ونشرت قناة خبر تورك لقطات تظهر رجال الإنقاذ وهم يحملون فتاة صغيرة وشخصًا بالغًا إلى بر الأمان من المياه التي وصلت إلى ارتفاع الخصر في بعض المناطق.وألحقت الأمطار أضراراً وأدت إلى إغلاق طريق رئيسي. وذكرت قناة الجزيرة أن وكالة إدارة الكوارث التركية (آفاد) توقعت المزيد من عواصف مطرية في غرب وجنوب غرب البلاد وحذرت من مخاطر الفيضانات المفاجئة والصواعق والرياح العاتية.
قال والي إسطنبول داوود غول على وسائل التواصل الاجتماعي إن السلطات ستوفر السكن والسلامة للمتضررين من الفيضانات.

### بلغاريا
غمرت المياه القرى الواقعة على ساحل البحر الأسود وبالقرب منه في مقاطعة بورغاس في جنوب شرق بلغاريا، بما في ذلك كوستي وأرابيا، مما أدى إلى عمليات الإخلاء، وجرف ثلاثة أشخاص بعد انهيار جسر في منطقة تساريفو، وغرق شخص آخر بالقرب من البلدة.
كان هطول الأمطار في كوستي عند 311 ملم (12.2 بوصة) (420% من المتوسط الشهري لشهر سبتمبر)، وفي قرية أهتوبول بلغ 196 ملم (7.7 بوصة) (350% من المتوسط الشهري)، وفي جراماتيكوفو إلى 275 ملم ( 10.8 بوصة) (368% من المتوسط الشهري). كان من المتوقع أن يسجل في تساريفو هطول أمطار قياسي، حيث بلغ معدل هطول الأمطار 330 ملم (13 بوصة) خلال 20 ساعة (40% من المتوسط السنوي).
لوحظ وجود عمود مائي نادر يبلغ طوله حوالي 80 مترًا (260 قدمًا) في البحر بالقرب من تيولينوفو في شمال شرق بلغاريا.
وتسببت العاصفة في فيضانات في منتجع تساريفو بجنوب البلاد على ساحل البحر الأسود حيث أعلنت السلطات البلغارية حالة الطوارئ، وانتُشلت جثتا شخصين مفقودين من البحر في 6 سبتمبر، مما رفع إجمالي عدد القتلى إلى أربعة.
وتأثرت المنطقة الجنوبية بأكملها من ساحل البحر الأسود في بلغاريا بالكارثة. فاضت معظم الأنهار في المنطقة على ضفافها ودُمرت عدة جسور، مما تسبب في مشاكل خطيرة في النقل والإنقاذ لأكثر من 4000 ساكن وسائح، بحسب وزير السياحة.

### ليبيا
في 9 سبتمبر، تحولت العاصفة التي كانت في البداية منخفضًا استوائيًا فرعيًا إلى عاصفة استوائية فرعية، حيث سُجلت سرعة الرياح بواقع 45 عقدة (83 كيلومترًا في الساعة؛ 52 ميل في الساعة) بواسطة جهاز ASCAT. ثم ضربت العاصفة ليبيا في 10 سبتمبر، حيث أعلنت المؤسسة الوطنية للنفط عن إغلاق لمدة ثلاثة أيام لأربع موانئ نفطية تشمل: رأس لانوف، والزويتينة، والبريقة، والسدرة.

توزع مناطق النفوذ في ليبيا (يونيو 2020)

هبت العاصفة أولاً على مدينة بنغازي، واتجهت شرقاً، واجتاحت الفيضانات الناجمة عن الأمطار منطقة الجبل الأخضر بالكامل، خصوصاً البيضاء، وشحات، وسوسة، والمرج. وحدثت فيضانات أخرى في طبرق، وتاكنس، وبطة، والبياضة، وقندولة، والمخيلي، حيث هطلت أمطار غزيرة بلغت 414 مم في مدينة البيضاء،
 وهو ما يعادل ما يهطل في سنة كاملة حسب هيئة الأرصاد الليبية. وهذا ما أدى إلى قطع جميع الطرق الرئيسية مع مناطق الجبل الأخضر.
لكن مدينة درنة هي التي أصيبت بالضرر الأكبر من آثار العاصفة، حيث انهار سدِّاها في 11 سبتمبر وحدث فيضان غزير مما تتسبب في مقتل حوالي 4 آلاف شخص حتى إحصاء 17 سبتمبر وقد أكد رئيس بلدية درنة عبد المنعم الغيثي أن عدد القتلى في المدينة المنكوبة قد يصل إلى ما بين 18 - 20 ألفاً استناداً إلى عدد الأحياء المُدمَّرة،وتسبب ذلك في أضرار كارثية على المدينة، وصرح المتحدث باسم الجيش الوطني الليبي بأنه يتوقع وصول عدد المفقودين في المدينة إلى 100 ألف، ونزح بسببها حوالي 30 ألف.
أما الخسائر البشرية خارج درنة، فقد أسفرت العاصفة عن مقتل 170 شخصاً حسب مكتب الأمم المتحدة لتنسيق الشؤون الإنسانية، منهم 128 في مدينة البيضاء، وأعلن اللواء أحمد المسماري، الناطق باسم "الجيش الوطني الليبي" وفاة 94 فرداً من منتسبي الجيش والأجهزة الأمنية خلال عمليات الإنقاذ التي تلت العاصفة. واختفت قرية بالكامل تُدعى الوردية مع سكانها (30 كم غرب البيضاء)، وسجلت وفاة سبعة أشخاص إضافيين في سوسة، وسبعة آخرين في بلدتي عمر المختار، وشحات ومنطقة بطة.
في 15 سبتمبر، سُجل ارتفاع في حالات التسمم جراء تلوث مياه الشرب، وبلغت 55 حالة بين الأطفال.
وفي 18 سبتمبر عام 2023 قالت منظمة يونيسيف إن حوالي 300 ألف طفل قد تضرروا بالعاصفة دانيال الشديدة شرقي ليبيا.
ومع تضاؤل إمدادات المياه الصالحة للشرب تخشى المنظمة الأممية من شبح تفشي الإسهال والكوليرا، فضلا عن الجفاف وسوء التغذية.

### مصر
وصلت العاصفة دانيال إلى مصر في 11 سبتمبر بعد أن فقدت معظم قواها، ومع ذلك فقد شهدت أجزاء من المنطقة الشمالية الغربية من البلاد هطول أمطار معتدلة.
ومع وصول رفات دانيال إلى دلتا النيل والقاهرة، أبلغ السكان في جميع أنحاء البلاد عن رائحة غير عادية في 12 سبتمبر. إلا أن ممثلة المركز الإعلامي لهيئة الأرصاد الجوية المصرية، منار غانم، نفت وجود أي صلة بين الظاهرة ودانيال، لكنها أشارت إلى أن العاصفة تسببت في غبار وأمطار وتقلبات جوية.

## ردود الفعل الدولية
تعهدت تونس وألمانيا وقطر وإيران ومالطا والسعودية والإمارات والولايات المتحدة والجزائر والأردن ودول عديدة بتقديم مساعدات إنسانية إلى ليبيا. بينما قال الرئيس المصري عبد الفتاح السيسي إنه سينشر قوات البلاد والجيش بالتنسيق مع قوات شرق ليبيا للمساعدة في عمليات الإغاثة. وأعلن الحداد الوطني لمدة ثلاثة أيام على ضحايا الفيضانات وكذلك ضحايا زلزال المغرب 2023 في 8 سبتمبر. وقد توجه وفد عسكري مصري بقيادة رئيس أركان القوات المسلحة أسامة عسكر إلى شرق ليبيا في 12 سبتمبر للقاء المشير الليبي خليفة حفتر، ضم الوفد 25 فريق إنقاذ وثلاث طائرات عسكرية تحمل إمدادات إنسانية، وأُعيدَت جثث 84 مصرياً قتلوا في درنة من طبرق ودُفنوا في 13 سبتمبر. وبناءً على طلب من رئيس المجلس الرئاسي الليبي محمد المنفي، أرسلت الجزائر ثماني طائرات من طراز إليوشن إيل-76 تحمل مساعدات إنسانية شملت الإمدادات الغذائية والمعدات الطبية والملابس والخيام. في 12 سبتمبر، قامت إيطاليا بتنشيط إدارات الدفاع المدني، حيث صرح وزير الخارجية أنطونيو تاجاني بأن فريق التقييم في طريقه، مع وصول السفينة البحرية سان ماركو إلى ميناء درنة في 16 سبتمبر/أيلول تحمل طائرتي هليكوبتر للبحث والإنقاذ، و100 خيمة، و100 خيمة. 5000 بطانية، ومعدات صحية، وثماني مضخات مياه، ومعدات هندسية. وأعلنت آن كلير ليجيندر، المتحدثة باسم وزارة الخارجية الفرنسية، أن البلاد مستعدة للاستجابة لطلبات الحكومة الليبية، وقال منسق السياسة الخارجية بالاتحاد الأوروبي جوزيب بوريل إن المنظمة على أهبة الاستعداد لتقديم الدعم، بينما أعربت رئيسة المفوضية أورسولا فون دير لاين عن تعازيها. أرسلت الدول الأعضاء ألمانيا ورومانيا وفنلندا بعد ذلك المساعدات. وأرسلت منظمة الصحة العالمية شحنة مكونة من 40 طناً من المساعدات إلى ليبيا. خصصت الأمم المتحدة 10 ملايين دولار للإغاثة في حالات الكوارث.
طلب نادي أهلي بنغازي الليبي من الاتحاد الإفريقي لكرة القدم تأجيل مباراته المقبلة في دوري أبطال إفريقيا والتي كانت مقررة يوم 17 سبتمبر ضد فريق أسيك ميموزا الساحل العاجي،وطلب نادي الهلال الليبي من الاتحاد الإفريقي لكرة القدم تأجيل مباراته القادمة في كأس الاتحاد الإفريقي المقرر لها يوم 15 سبتمبر/أيلول ضد فريق رايون سبورتس الرواندي، مشيراً إلى أن الوضع "غير المناسب" بعد الفيضانات وسقوط آلاف الضحايا. وبعد ذلك قام الاتحاد الإفريقي لكرة القدم بنقل مباراة الأهلي إلى 18 سبتمبر ومباراة الهلال إلى 23 سبتمبر. وأعلنت دقيقة صمت على ضحايا العاصفة، وكذلك على ضحايا زلزال المغرب 2023 للمباريات المتعاقبة.

## الآثار الإقتصادية
ساهم انقطاع صادرات النفط من ليبيا بسبب العاصفة في ارتفاع سعر خام برنت إلى 92.38 دولاراً للبرميل في 12 سبتمبر/أيلول، وهو أعلى سعر مسجل منذ نوفمبر/تشرين الثاني 2022.
في اليونان، دفعت آثار العاصفة دانيال إلى إحداث أسوأ حرائق الغابات في البلاد في وقت سابق من الصيف، تعهد رئيس الوزراء كيرياكوس ميتسوتاكيس بخصم 10% على ضريبة الأملاك لأصحاب المنازل الذين يؤمنون على ممتلكاتهم ضد الكوارث الطبيعيةوتحدث عن إعادة النظر في جعل التأمين ضد الكوارث إلزاميا.

## الآثار على الهجرة
في الأسبوع الذي تلا العاصفة، وصل أكثر من 120 قاربًا تحمل حوالي 7000 مهاجر ولاجئ من إفريقيا إلى جزيرة لامبيدوسا الإيطالية في غضون 24 ساعة، مما أدى إلى زيادة الحجم الذي يتعامل معه مركز استقبال المهاجرين المحلي بمقدار 15 ضعف العدد المُمكن، مما أدى إلى تجاوز عدد المهاجرين لعدد سكان الجزيرة نفسها، تُعزى هذه الزيادة جزئيًا إلى العاصفة دانيال، حيث أوقف مهربو البشر عملياتهم مؤقتًا لعدة أيام أثناء هجومها، مما أدى إلى اختناق العالقين في دول شمال إفريقيا مثل تونس.